# 瓦克森施泰因山
47°26′51″N 11°1′22″E / 47.44750°N 11.02278°E

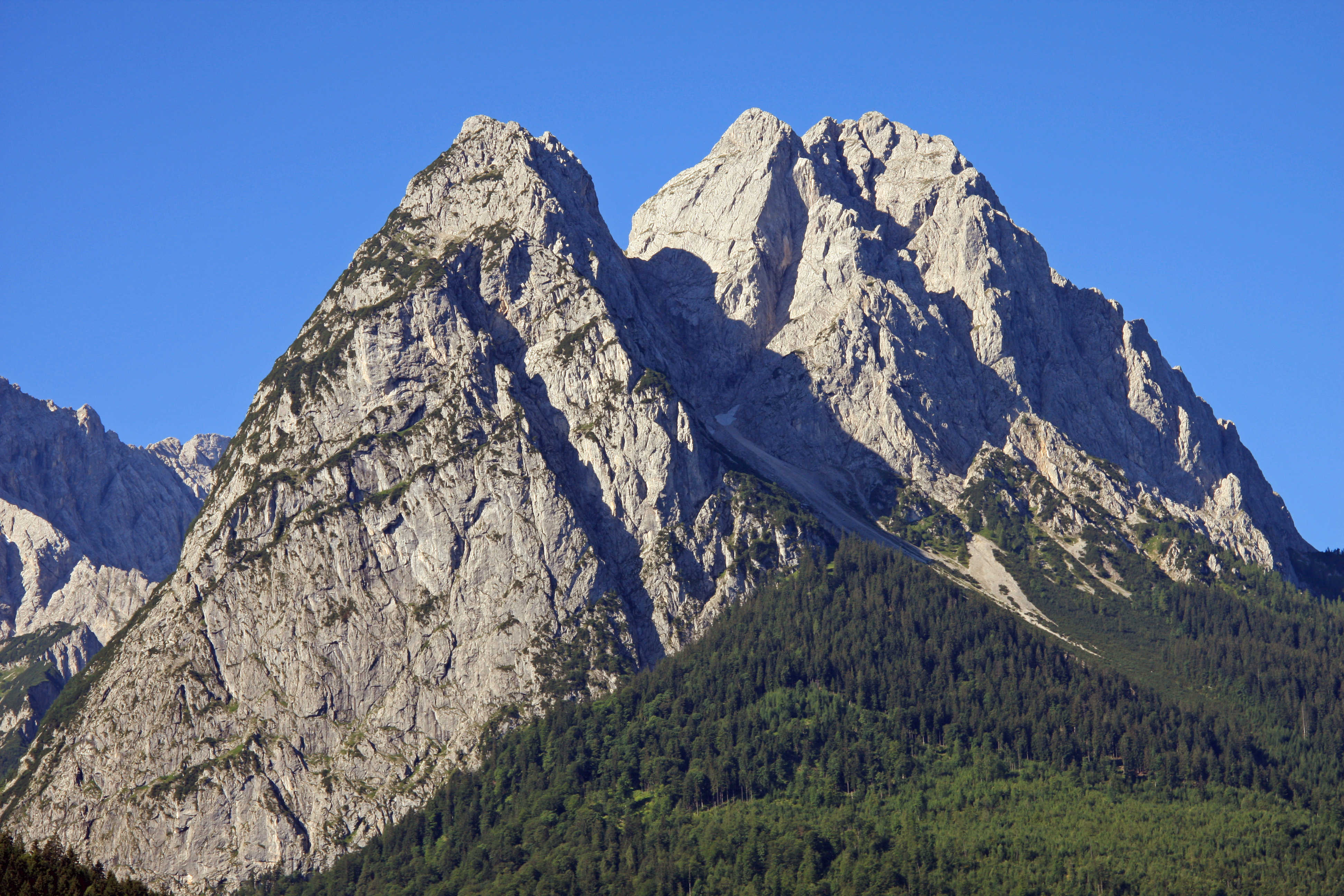

瓦克森施泰因山（德語：Waxenstein），是德國的山峰，位於該國東南部，由巴伐利亞負責管轄，屬於韋特施泰因山脈的一部分，海拔高度2,277米，每年平均降雨量1,666毫米。